# フォード・スターリング
フォード・スターリング（Ford Sterling, 1882年11月3日 - 1939年10月13日）はアメリカ合衆国の俳優、コメディアン。キーストン社を代表する俳優の一人であり、「キーストン・コップス」で警察署長役を演じたいわゆる「ビッグ4」の一人でもあった。

## 生涯
フォード・スターリング、本名ジョージ・フォード・スティックは1882年11月2日、ウィスコンシン州ラクロスに生まれる。子供のころにジョン・ロビンソン主宰のサーカス「ビッグ・トップ」にあこがれて家出をし、入団後は少年道化師キーノとして活躍する。成長して証券会社に就職するが、その傍らで舞台にも出続け、午前に証券会社の仕事、午後に「アンクル・トムの小屋」の舞台、夜に「ジュリアス・シーザー」の舞台と掛け持ちをする生活を長く続けた。やがて実力をつけたフォードは、劇団、ヴォードヴィルを経て「サイドウォーク・チャッター」と呼ばれるショーを引っ提げてブロードウェイに進出するまでになった。
1911年、フォードは映画監督D・W・グリフィスが率いるバイオグラフ社に入社。バイオグラフ社でコメディを担当していたマック・セネットや、セネットのもとで一派を形成していたメーベル・ノーマンドらと行動を共にして1912年夏のキーストン社の旗揚げに加わった。旗揚げしたばかりのキーストン社は、ハンク・マンが考案した追いかけっこを主軸とした、スラップスティック・コメディ映画の「キーストン・コップス」シリーズが大当たりし、フォードはマンに代わって警察署長の役を演じることとなった。1913年春、フォードとともにキーストン社で巨漢で人気を博していたフレッド・メイスが退社し、フォードはメイスに代わるスターの座に就き、少なくとも1913年中はその地位は安泰であった。これと相前後して、「メイスが抜けた穴を埋めてほしい」と誘われてキーストン社に入社してきたのは、フレッド・カーノー劇団の一員としてアメリカを巡業中のチャールズ・チャップリンであった。チャップリンのキーストン社入りの顛末に関しては、セネットの自伝では、人気が出たフォードが引き抜かれて退社することを警戒して「保険」で入れたとあり、これが転じて「フォードの後継者として入った」というのが一般の説として流布している。しかし、チャップリンの伝記を著した映画史家のデイヴィッド・ロビンソンはこれに異を唱えており、「保険」として入ってほしいというより、「辞めたスターの代わり」と言って話を持ちかけた方が説得力があったのではないかとの見解を示している。
チャップリンはさておいても、この時期のフォードは「左右反対にはいていたサイズ一四のデカ靴」をトレードマークとし、「大仰な飛んだりはねたり」な演技でスターの地位を固め、フォード流の喜劇を確立していた。その影響力は、「ファッティ」ロスコー・アーバックルをはじめとしてキーストン社のほとんどの俳優連中が模倣するほどであり、映画デビューまでの間に撮影の様子を見学していたチャップリンは、その光景に辟易していた。フォード自身は、年下のチャップリンを飲み屋に誘うなどよくかわいがった。ところが、チャップリンが映画デビューを果たして間もなく、フォードはキーストン社を退社して自身のプロダクションを立ち上げた。しかし、プロダクションでの仕事はうまくゆかず、このことはセネットが後日、キーストン社とのギャラ問題が暗礁に乗り上げたチャップリンを説得するためのダシとして利用された。間もなくフォードはセネットのもとに帰参する。またフォードは、この1914年に女優のテディ・サンプソンと結婚し、自身の死まで連れ添うこととなった。
1920年代以降のフォードはフェイマス・プレイヤーズ・ラスキーやファースト・ナショナル、フォックス・フィルムといったプロダクションと契約して映画に出演し続けた。1939年10月13日、フォード・スターリングは心臓発作によりロサンゼルスで亡くなった。56歳没。ハリウッド記念公園墓地に埋葬されている。没後の1960年2月8日、フォードの映画界への貢献が評価されて、ハリウッド大通り6612番地にハリウッド・ウォーク・オブ・フェームの星が刻まれた。2010年には監督・主演作の一つであり、同時に「これまで未発見だったチャップリン出演作」でもある『泥棒を捕まえる人』（1914年）が発見された。

## 主な出演作品

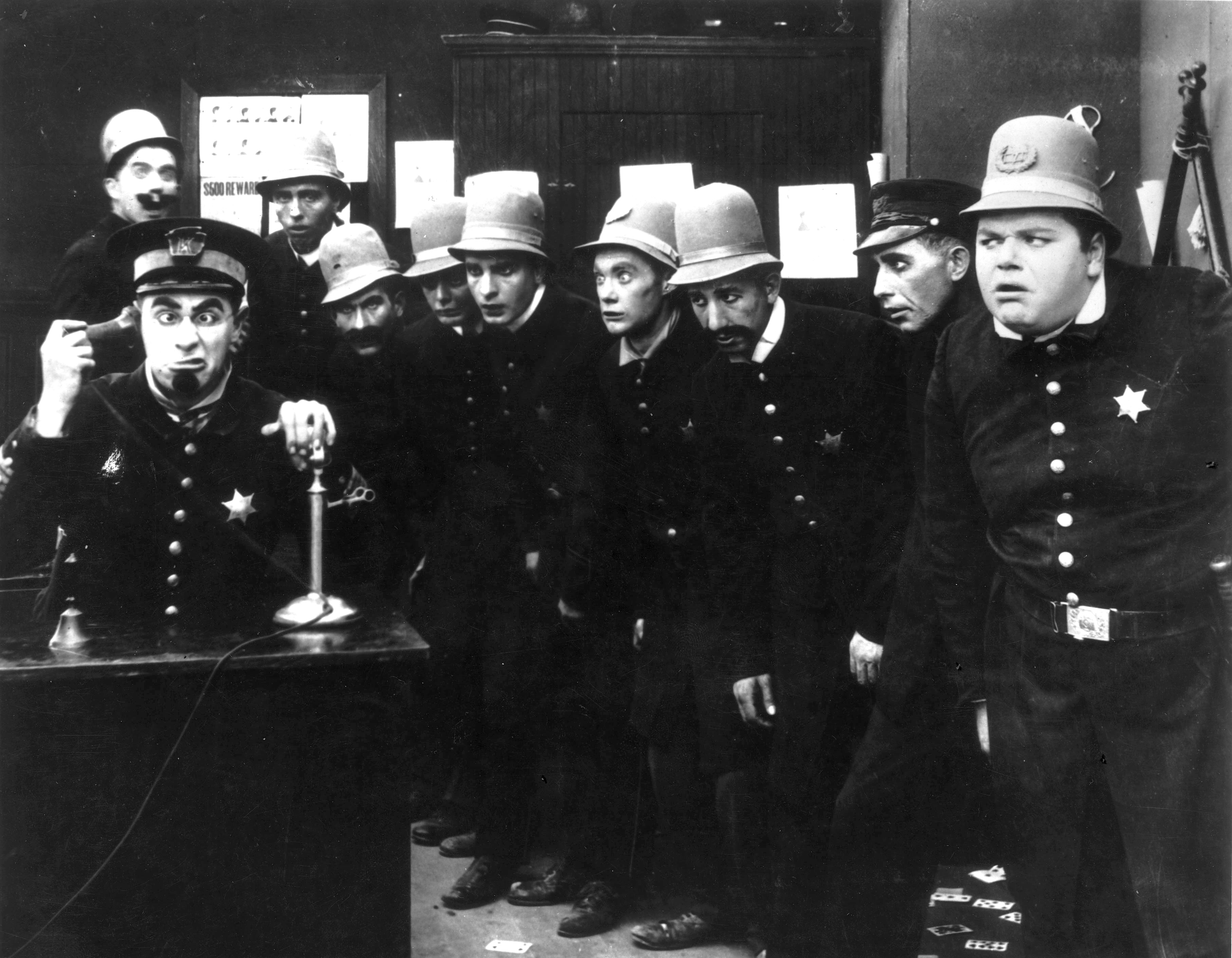
"The Gangsters" (1913) 。電話を持つのがフォード

インターネット・ムービー・データベースのデータによる。
- Safe in Jail  (1913)
- Murphy's I.O.U.  (1913)
- His Chum the Baron  (1913)
- Wine  (1913)
- That Ragtime Band  (1913)
- The Foreman of the Jury  (1913)
- The Gangsters  (1913)
- Barney Oldfield's Race for a Life  (1913)
- The Waiters' Picnic  (1913)
- Peeping Pete  (1913)
- A Bandit  (1913)
- For the Love of Mabel  (1913)
- Love and Courage  (1913)
- Professor Bean's Removal  (1913)
- The Riot  (1913)
- 『メーベルの劇的な半生（英語版）』 (1913)
- The Faithful Taxicab  (1913)
- When Dreams Come True  (1913)
- Two Old Tars  (1913)
- The Speed Kings  (1913)
- Fatty at San Diego  (1913)
- Wine  (1913)
- A Ried for a Bride  (1913)
- Fatty's Flirtation  (1913)
- Some Nerve  (1913)
- Cohen Saves the Flag  (1913)
- A Game of Pool  (1913)
- A Misplaced Foot  (1914)
- In the Clutches of the Gang  (1914)
- A Robust Romeo  (1914)
- 『泥棒を捕まえる人』 (1914)
- 『夕立』 (1914)
- 『チャップリンの活動狂』 (1914)
- 『タンゴのもつれ』 (1914)
- That Minstrel Man  (1914)
- The Sea Nymphs  (1914)
- Hogan's Romance Upset  (1915)
- That Little Band of Gold  (1915)
- Court House Crooks  (1915)
- Fatty and the Broadway Stars  (1915)
- The Day of Faith  (1923)
- Wild Oranges  (1924)
- He Who Gets Slapped  (1924)
- Stage Struck  (1925)
- Miss Brewster's Million  (1926)
- Mantrap  (1926)
- The Show Off  (1926)
- The American Venus  (1926)
- 『弥次喜多野球の巻（英語版）』  (1927)
- 『力漕一挺身』  (1927)
- Gentlemen Prefer Blondes  (1928)
- The Fall of Eve  (1929)
- 『恋の花園（英語版）』 (1929)
- Show Girl in Hollywood  (1930)
- Bride of the Regiment  (1930)
- 『不思議の国のアリス』（1933）
- Keystone Hotel  (1935）
- The Headline Woman  (1935）

### サイト
- “Ford Sterling (1883-1939)” (英語). GOLDEN SILENTS.   goldensilents.com. 2013年8月12日閲覧。
- “Ford Sterling” (英語). Los Angeles Times - Hollywood Star Walk.   Los Angeles Times. 2013年8月12日閲覧。
- “Ford Sterling” (英語). NNDB.   NNDB. 2013年8月12日閲覧。
- Ford Sterling - IMDb（英語）
- "フォード・スターリング". Find a Grave. 2013年8月12日閲覧。

### 印刷物
- チャールズ・チャップリン『チャップリン自伝』中野好夫（訳）、新潮社、1966年。ISBN 4-10-505001-X。
- 新野敏也『サイレント・コメディ全史』喜劇映画研究会、1992年。ISBN 978-4906409013。
- デイヴィッド・ロビンソン『チャップリン』 上、宮本高晴、高田恵子（訳）、文藝春秋、1993年。ISBN 4-16-347430-7。
- デイヴィッド・ロビンソン『チャップリン』 下、宮本高晴、高田恵子（訳）、文藝春秋、1993年。ISBN 4-16-347440-4。
- 大野裕之『チャップリン再入門』日本放送出版協会、2005年。ISBN 4-14-088141-0。
- 大野裕之『チャップリン・未公開NGフィルムの全貌』日本放送出版協会、2007年。ISBN 978-4-14-081183-2。
- マック・セネット『〈喜劇映画〉を発明した男 帝王マック・セネット、自らを語る』石野たき子（訳）、新野敏也（監）、作品社、2014年。ISBN 978-4861824722。